# Mary Upton
Mary Upton (* 30. Mai 1946 in Kilrush, County Clare) ist eine irische Politikerin der Irish Labour Party und saß von Oktober 1999 bis Februar 2011 im Dáil Éireann, dem Unterhaus des irischen Parlaments.
Mary Upton besuchte das Colasite Mhuire in Ennis und studierte am University College, Galway sowie am University College, Dublin.
Als ihr Bruder, der Abgeordnete Pat Upton, im Februarer 1999 starb, kandidierte Mary Upton erfolgreich bei den Nachwahlen zur Neubesetzung seines vakanten Sitzes im Dáil Éireann. Bei den nächsten regulären Wahlen 2002 sowie erneut 2007 konnte sie jeweils ihr Mandat verteidigen. Vor Beginn ihrer politischen Karriere war sie als Lecturer tätig.